# Бойко Петро Прокопович
Бойко Петро Прокопович (12 січня 1918, село  Улянівка (Сумська область), нині Білопілля Сумської області — 14 грудня 1968, Житомир) — український актор, режисер, Заслужєений артист УРСР.

## Біографія
Бойко Петро Прокопович народився 12 січня 1918 року в селі Улянівка (нині смт Білопілля, Сумська область). 
Професійної акторської освіти в класичному сенсі не мав — починав працювати в драматичних театрах вже у підлітковому віці.
З 1936 року працював у Київському обласному українському драмтеатрі, потім у Житомирському пересувному театрі (1938–1940), а з 1941 року — в Житомирському українському музично-драматичному театрі імені І. Кочерги. 
Помер 14 грудня 1968 року у Житомирі.  

## Кар’єра та творчість
Протягом кількох десятиліть був помітною постаттю на сцені Житомира. Він грав ключові ролі, серед яких:
- Карась у опері «Запорожець за Дунаєм» (С.Гулак-Артемовський),
- Микита у п’єсі М. Кропивницького «Дай серцю волю…»,
- Тарас Шевченко у «Петербурзькій осені» (О.Ільченко),
- Андронаті у «Дівчині, що шукала щастя» (В.Василько),
- Побєдоносиков у «Бані» (В.Маяковський),
- Улдіс у «Вій, вітерець!» (Я.Райніс).

Петро Бойко виступав у провідних сценічних постановках:
«Чернець‑спокусник або викритий чудотворець» (1959),
«Мачуха» за Бальзаком (1964)

## Нагороди та визнання
У 1965 році йому присудили почесне звання Заслужений артист УРСР.